# Vorarlbergeois

Localisation du Vorarlberg sur la carte de l'Autriche

Le vorarlbergeois  est un dialecte, parlé principalement dans l’État fédéré (Bundesland) autrichien du Vorarlberg. Il fait partie d'un ensemble de dialectes regroupés sous le terme d'alémanique, tel que l'alsacien en France, ou le suisse alémanique. 
L'alémanique s'oppose ici à l'austro-bavarois, avec lequel il forme le groupe linguistique de l'allemand supérieur. 
Il existe de nombreux dialectes régionaux, par exemple dans le Montafon, à Lustenau ou dans les forêts de Brégence.

## Particularités linguistiques
Par rapport à la langue allemande classique, le vorarlbergeois se caractérise par des mots de vocabulaires spécifiques tels que häs pour vêtements (Kleidung en allemand), ou encore schmelga pour jeune fille (allemand : Mädchen). 
De plus, de nombreuses expressions allemandes sont transformées :
- Guata Morga, l'équivalent de Guten Morgen (Bonjour)
- Guata Obad, l'équivalent de Guten Abend (Bonsoir)
- Hoi, l'équivalent de Hallo pour saluer.

Ce dialecte utilise des formes verbales raccourcies : 
- i bin gsi (ich bin gewesen : j'ai été)
- i han ghaa (ich habe gehabt : j'ai eu)
- i han gseaha (ich habe gesehen : j'ai vu).

L’emploi très fréquent de diminutifs est caractéristique : Hüsle (kleines Haus, Häuschen) : petite maison.
Le Vorarlberg est le seul État fédéré autrichien de langue alémanique, les autres utilisent surtout des dialectes bavarois. C'est pourquoi l'intercompréhension avec le reste de l'Autriche reste complexe pour les locuteurs de ce dialecte.
Toutefois, la compréhension est aisée avec la Suisse germanophone (alémanique).
On peut trouver de nombreuses expressions dans la liste des expressions dialectales vorarlbergeoises, en comparaison à l'allemand : Liste Vorarlberger Dialektausdrücke

## Anecdotes
- Alldra (de) - groupe autrichien qui chante en dialecte vorarlbergeois.
- En 1996, l'Autriche a participé au concours Eurovision de la chanson avec une chanson en vorarlbergeois, interprétée par George Nussbaumer.